# 日沖憲郎
日沖 憲郎（ひおき のりお、1903年7月2日 - 1993年4月8日）は、日本の刑法学者、裁判官、弁護士、法学博士。
三重県出身。小野清一郎らに師事、刑法学者として改正刑法準備草案、ついで改正刑法草案の作成に関わる。戦後政財界の主な汚職事件で弁護団に参加、ロッキード事件では全日空の若狭得治の主任弁護士として活動した。訳書にイェーリング著『権利のための闘争』（岩波文庫）がある。

## 経歴
- 1903年（明治36年）7月2日 三重県松阪市にて陸軍経理部の一等主計・日沖喜之助の長男として生まれる。
- 1916年（大正5年）3月 仙台市原町尋常小学校を卒業
- 1920年（大正9年）3月 宮城県立仙台第一中学校の第四学年を修了
- 1923年（大正12年）3月 第二高等学校文科二類を卒業
- 1927年（昭和2年）3月 東京帝国大学法学部法律学科（英法）を卒業
- 1927年（昭和2年）4月 司法官試補
- 1928年（昭和3年）12月 判事
- 1929年（昭和4年）5月 東京地方裁判所兼東京区裁判所に勤務
- 1929年（昭和4年）8月 東京地方裁判所兼東京区裁判判事
- 1937年（昭和12年）8月 司法事務官となり行刑局に勤務
- 1939年（昭和14年）5月 司法書記官となり行刑局第三課長となる
- 1939年（昭和14年）9月 司法省調査部第三課長となる
- 1942年（昭和17年）2月 東京控訴院判事
- 1945年（昭和20年）3月 東京控訴院部長となり、退職
- 1947年（昭和22年）10月 弁護士登録
- 1948年（昭和23年）4月 明治大学教授（~1950年3月）
- 1952年（昭和27年）10月 日本大学教授（~1973年7月）
- 1959年（昭和34年）3月 司法試験考査委員となる（~1974年）
- 1960年（昭和35年）3月 日本大学から法学博士の学位の授与を受ける（論文タイトルは『犯罪論における違法と責任』[1]）
- 1961年（昭和36年）9月 法制審議会刑事法部会委員
- 1963年（昭和38年）7月 法制審議会刑事法特別部会委員
- 1973年（昭和48年）9月 日本大学名誉教授となる
- 1973年（昭和48年）9月 亜細亜大学教授（~1985年3月）
- 1974年（昭和49年）4月 勲二等に叙せられる
- 1993年4月8日 脳血栓により逝去（享年89）

## 関連人物
- 団藤重光
- 石川才顕（娘婿）
- 船山泰範